# Sunwest (Arizona)
Sunwest es un lugar designado por el censo ubicado en el condado de La Paz en el estado estadounidense de Arizona. En el Censo de 2010 tenía una población de 15 habitantes y una densidad poblacional de 0,24 personas por km².

## Geografía
Sunwest se encuentra ubicado en las coordenadas 33°39′4″N 113°24′33″O / 33.65111, -113.40917. Según la Oficina del Censo de los Estados Unidos, Sunwest tiene una superficie total de 62.8 km², de la cual 62.8 km² corresponden a tierra firme y (0%) 0 km² es agua.

## Demografía
Según el censo de 2010, había 15 personas residiendo en Sunwest. La densidad de población era de 0,24 hab./km². De los 15 habitantes, Sunwest estaba compuesto por el 93.33% blancos, el 0% eran afroamericanos, el 0% eran amerindios, el 0% eran asiáticos, el 0% eran isleños del Pacífico, el 0% eran de otras razas y el 6.67% pertenecían a dos o más razas. Del total de la población el 33.33% eran hispanos o latinos de cualquier raza.